# Durval Neves da Rocha
Durval Neves da Rocha (Salvador, 1º de março de 1892 - 12 de dezembro de 1961) foi um engenheiro e político brasileiro.

## Carreira
Passou por vários cargos da administração pública. Foi prefeito da cidade de Salvador de 1938 a 1942, depois senador entre 1954 e 1959.
Quando prefeito, realizou na cidade inúmeras obras e foi no seu governo que se realizaram os estudos para as famosas "avenidas de vale", executadas no governo de Antônio Carlos Magalhães.